# 東海道中膝栗毛

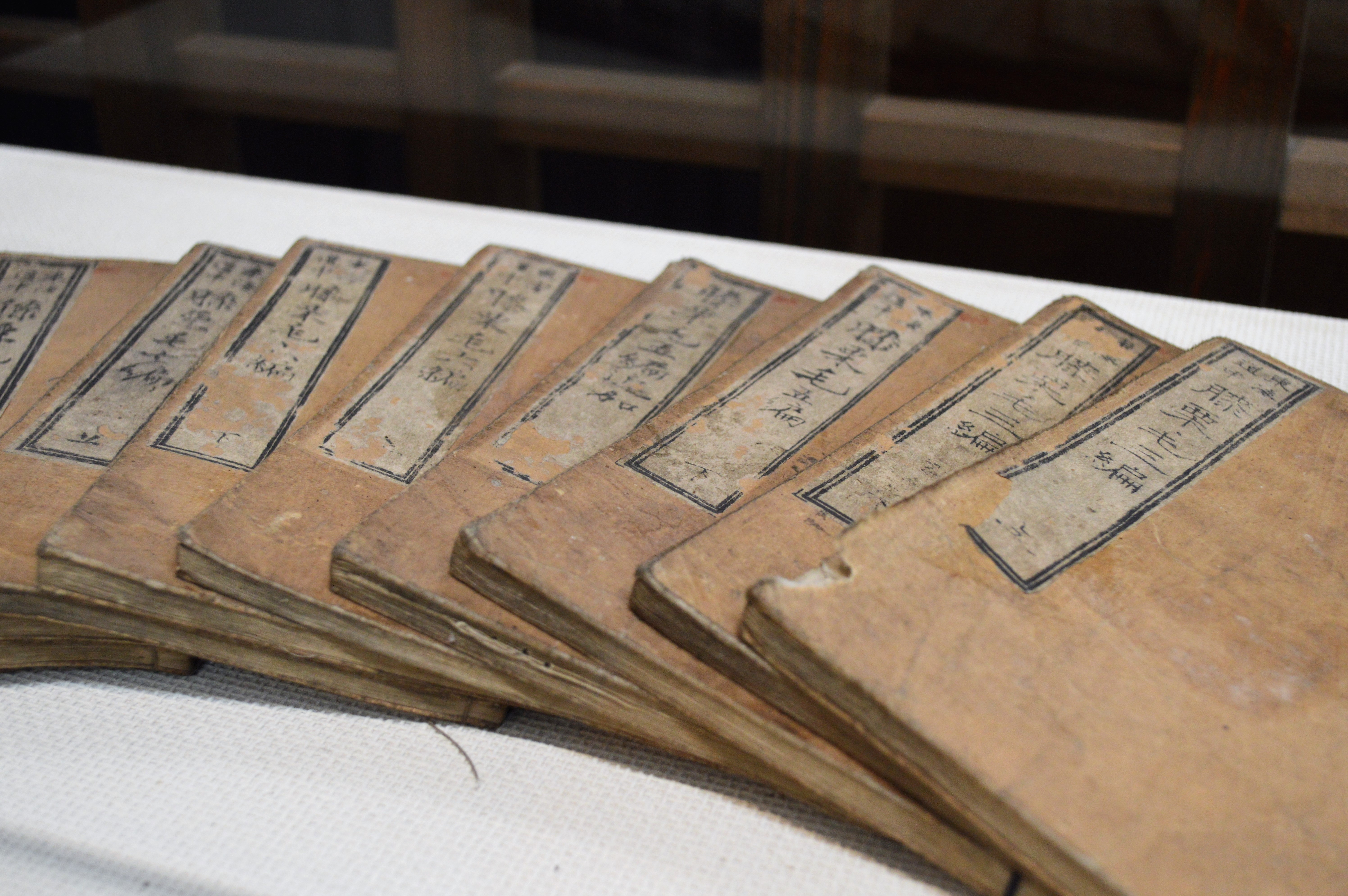
『東海道中膝栗毛』（太田宿中山道会館）

弥次さんと喜多さんの像
（京都・三条大橋）

『東海道中膝栗毛』（とうかいどうちゅうひざくりげ）は、1802年（享和2年）から1814年（文化11年）にかけて初刷りされた、十返舎一九の滑稽本である。「栗毛」は栗色の馬。「膝栗毛」とは、自分の膝を馬の代わりに使う徒歩旅行の意である。
人気作品となり刊行は『東海道中膝栗毛』と『続膝栗毛』あわせて20編・21年間の長期に及んだ。後世に読みつがれ、主人公の弥次郎兵衛と喜多八、繋げて『弥次喜多』は、派生する娯楽メディア類に、なお活躍している。文学的な価値とともに、文才のみならず絵心のあった作者による挿絵が多く挿入され、江戸時代の東海道旅行の実状を記録する、貴重な資料でもある。
一般的には上記の『弥次喜多』あるいは『弥次喜多道中』の通称で親しまれている。

## あらすじ
本作は、弥次喜多の旅行記の形式をとる。

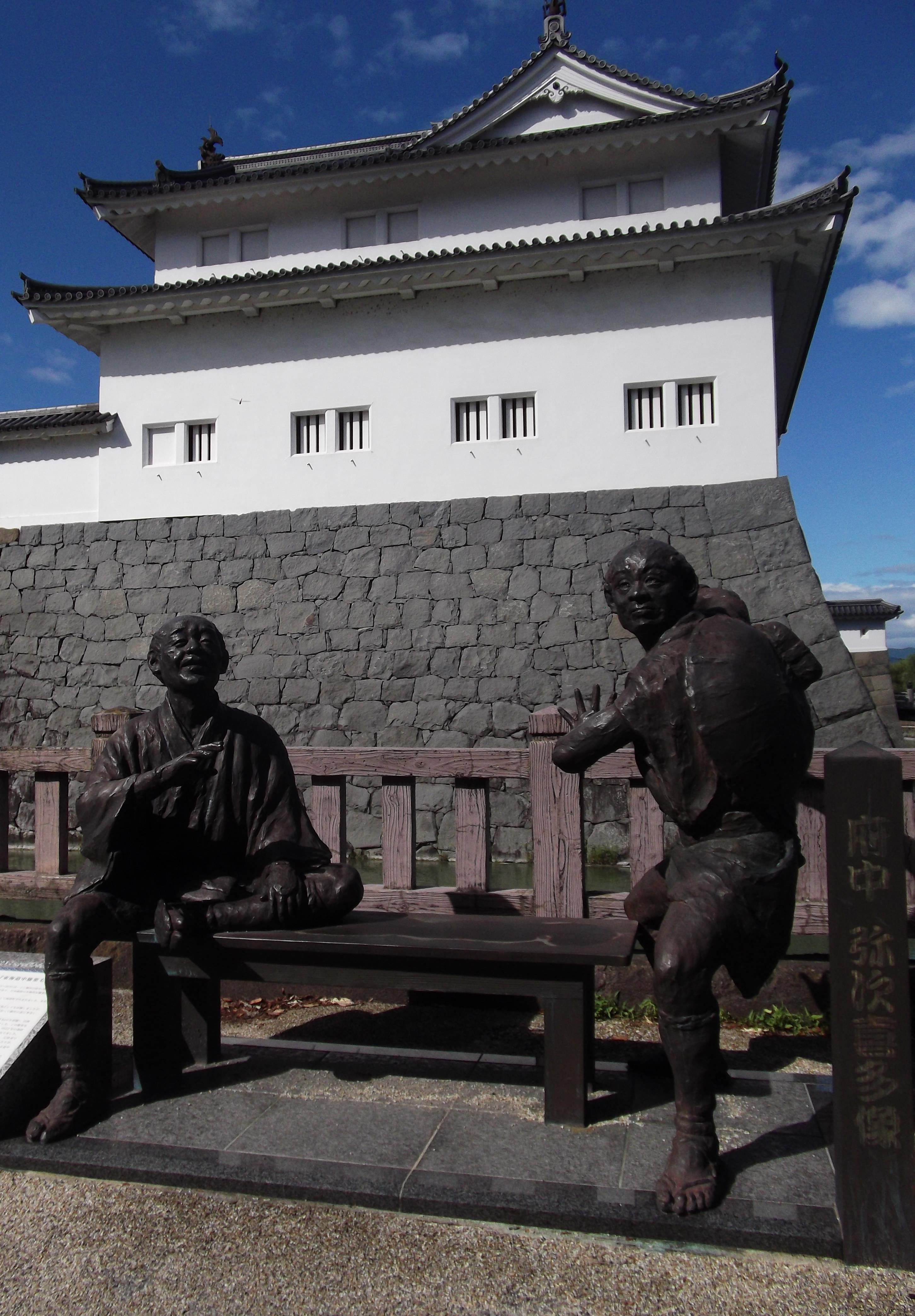
弥次郎兵衛（左）喜多八（右）
（駿府城・2012年9月）

江戸・神田八丁堀の住人、栃面屋弥次郎兵衛（とちめんや やじろべえ）と、居候の喜多八（きたはち）は、妻と死別したり、仕事上の失敗から勤務先を解雇されるなど、それぞれの人生で思うにまかせぬ不運が続き、つまらぬ身の上に飽き果て、厄落としにお伊勢参りの旅に出ることを決意した。身上を整理して財産をふろしき包み一つにまとめ、旅立った二人は、東海道を江戸から伊勢神宮へ、さらに京都、大坂へとめぐる。続編では四国に行き、讃岐の金毘羅大権現・松尾寺を参詣し、中国地方に行き、宮島を見物し、そこから引き返して木曾街道を東に、善光寺を参詣し、草津温泉に行き、江戸に帰着する。二人は道中で、狂歌・洒落・冗談をかわし合い、いたずらを働いては失敗を繰り返し、行く先々で騒ぎを起こす。

### 登場人物の紹介
弥次郎兵衛（やじろべえ）
東海道の旅に出発当時数え歳50歳（満49歳）。屋号は「栃面屋」。肥えていて、作者によると「のらくら者」「ただのおやじ也」という。作中では下俗で軽薄な性格設定がされているが、一方で楽器を演奏し、古今の書籍に通暁し、狂歌や漢詩、また法律文書も自在に作成するなどきわめて教養の高い人物として描かれる。駿河国府中（現・静岡市）出身、実家は裕福な商家であったが遊蕩が過ぎて作った借金がもとで江戸に夜逃げし「借金は富士の山ほどある故に、そこで夜逃を駿河者かな」と身の上を詠んでいる。江戸では神田八丁堀の長屋で密陀絵などを製作して生活していた。
喜多八（または北八）「きたはち」
出発当時数えで30歳（満29歳）。弥次郎兵衛の居候。元々は弥次郎兵衛の馴染みの陰間であったが、弥次郎兵衛とともに江戸に駆け落ちしてくる。ある商家に使用人として奉公したが、使い込みをした上に、女主人に言い寄ろうとして嫌われ、解雇されて行き場を失い、弥次さんとともに旅立つ。

### 経路・日程
1日目　出発。江戸より戸塚宿。
2日目　戸塚より小田原宿。
3日目　小田原より三島宿。
4日目　三島より蒲原宿。
5日目　蒲原より府中宿。
6日目　府中より岡部宿。
7日目　岡部より日坂宿。
8日目　日坂より浜松宿。
9日目　浜松より赤坂宿。
10日目　赤坂より宮宿。
11日目　宮より桑名の渡しを経て四日市宿。
12日目　伊勢街道に入り、松坂宿。
13日目　松坂より目的地、伊勢山田。
14日め以降　連泊して伊勢神宮に参拝したのち、大和（奈良）を経由して京都伏見に出る。この間ははしょられて日程は不明。以後、京・大坂見物となる。木曽路に向け、大坂を出発する場面で終わる。

## 経緯
一九は1795年（寛政7年）から、職業作家として多くの黄表紙ほかを出していたが、まだ大ヒットはなかった。この滑稽本の初編は、1802年（享和2年）正月に、村田屋治郎兵衛が出版した。一九が、挿絵を描き、版下の清書もするという安直さに、乗ったらしい。
名所・名物紹介に終始していた従来の紀行物と違い、旅先での失敗談や庶民の生活・文化を描いた本書は絶大な人気を博し、翌年に続編を出した。書名はそれぞれ『浮世道中 膝栗毛』『道中膝栗毛 後篇 乾坤』で、『東海道中 膝栗毛』の外題になったのは、つぎの第3編からであった。そして、『東海道中』シリーズは、1809年（文化6年）の第8編（大阪見物）で一段落したが、1814年（文化11年）に、旅立ちの発端（はじまり）の編が、追いかけて出された。序編が、最後に書かれたのである。
一九は、頻繁に取材の旅をしたが、京都は未見で、『名所図会』などによったのではと言われる。東海道中膝栗毛では弥次喜多が大仏を見物して威容に驚き「手のひらに畳が八枚敷ける」「鼻の穴から、傘をさした人が出入りできる」とその巨大さが描写される場面があるが、そこで描かれているのは、東大寺大仏ではなく、方広寺大仏(京の大仏)である 。方広寺大仏は東大寺大仏を上回り、大仏として日本一の高さを誇っていたが、寛政10年(1798年)に落雷で焼失してしまった。東海道中膝栗毛の初版刊行は、方広寺大仏焼失後であるにもかかわらず、それが描かれた理由について、先述のように一九は京都は未見で、焼失の事実を知らなかったためとも言われる。
本書には狂歌が多くはさまれている。狂言、浄瑠璃、歌舞伎、浮世草子、落語、川柳などに関する彼の素養が、篇中に生かされている。長編としての一貫性がととのっているとは、言い難い。一九はさらに後続の『続膝栗毛』シリーズを書き、弥次喜多は、金比羅、宮嶋、木曾、安曇野、善光寺、草津温泉、中山道へと膝栗毛する。『続膝栗毛』1810年（文化7年）から1822年（文政5年）にかけて刊行され21年後にようやく完結した。さらに日光東照宮に向かう『続々膝栗毛』も書かれたが、こちらは作者の死去により未完に終わった。
出版の経年的なデータを、次節にまとめる。
版元は、第4編まで『通油町 村田屋治郎兵衛』であったが、第5 - 8編には、江戸の『本石町二丁目 西村源六』・『通油町 靏屋喜右衛門』と、大阪の『心斎橋唐物町 河内屋太助』も加わり、後発の『発端』のそれは、『馬喰町二丁目角 西村屋與八』であった。『通油町』は、現在の中央区日本橋大伝馬町である。
挿絵は、『発端』の喜多川式麿のほかは、ほとんど一九の自画である。
1809年（文化6年）発行の第8編末の広告に、「版木が減ったので、初編を再板」する旨が、すでに記されている。ヒット作ゆえに、古版木を加工したり、版木を彫りなおしたりの異本は多く、1862年（文久2年）の改版が知られ、その後も翻刻が重ねられて来た。

## 初刷本のデータ

### 東海道中膝栗毛
- 1802年（享和2年）：『浮世道中 膝栗毛』（品川 - 箱根）（戸塚、小田原で宿泊）
- 1803年（享和3年）：『道中膝栗毛 後篇 乾坤』（箱根 - 蒲原）（蒲原 - 岡部）（三島、蒲原、府中、岡部で宿泊）
- 1804年（文化元年）：『東海道中膝栗毛 三編 上下』（岡部 - 日坂）（日坂 - 新居）（日坂で宿泊）
- 1805年（文化2年）：『東海道中膝栗毛 四編 上下』（新居 - 赤坂）（赤坂 - 桑名）（赤坂、桑名で宿泊）
- 1806年（文化3年）：『東海道中膝栗毛 五編 上 下 追加』（桑名 - 追分）（追分 - 山田）（伊勢めぐり）、（歌川豊国の口絵）
- 1807年（文化4年）：『東海道中膝栗毛 六編 上下』（伏見 - 京都）（京都めぐり）、（歌川豊国の口絵）
- 1808年（文化5年）：『東海道中膝栗毛 七編 上下』（京都めぐり）（京都めぐり）、（勝川春亭の口絵）
- 1809年（文化6年）『東海道中膝栗毛 八編 上中下』（大阪見物）（大阪見物）（生玉 - 住吉）、（喜多川式麿と北川美丸の口絵、喜多川月麿の挿絵、1葉ずつ、他は自画）
- 1814年（文化11年）：『東海道中膝栗毛 発端』（喜多川式麿画）

### 続膝栗毛
- 1810年（文化7年）：『金比羅参詣 続膝栗毛 初編 上下』（月麿・式麿画、自画）、村田屋治郎兵衛
- 1811年（文化8年）：『宮嶋参詣 続膝栗毛 二編 上下』（葛飾北斎口絵、自画）、村田屋治郎兵衛
- 1812年（文化9年）：『木曾街道 続膝栗毛 三編 上下』（月麿・式麿画）、西村屋與八
- 1813年（文化10年）：『木蘇街道 続膝栗毛 四編 上下』（月麿画）、西村屋與八
- 1814年（文化11年）：『木曾街道 続膝栗毛 五編 上下』（月麿・式麿画）、河内屋太助、森屋治兵衛、西村屋與八
- 1815年（文化12年）：『木曾街道 続膝栗毛 六編 上下』（式麿画）、鶴屋金助
- 1816年（文化13年）
  - 『岐曾続膝栗毛 七編 上下』（二世喜多川歌麿の口絵）、鶴屋金助
  - 『従木曾路善光寺道 続膝栗毛 八編 上下』（二世歌麿の口絵）、鶴屋金助
- 1819年（文政2年）：『続膝栗毛 九編 上下』（善光寺道中）（渓斎英泉の口絵）、伊藤與兵衛
- 1820年（文政3年）：『続膝栗毛 十編 上下』（上州草津温泉道中）（勝川春亭の口絵）、伊藤与兵衛
- 1821年（文政4年）：『続膝栗毛 十一編 上下』（中山道中）（春亭の口絵）、伊藤與兵衛
- 1822年（文政5年）：『続膝栗毛 十二編 上中下』（中山道中）（自画）、伊藤與兵衛

## 最近の出版

### 原著
- 中村幸彦校注：小学館 新編日本古典文学全集81（1995）、ISBN 9784096580813
- 十返舎一九全集 第1巻、日本図書センター（2001）、ISBN 9784820584834、
- 麻生磯次校注：ワイド版岩波文庫213 & 214（2002）、ISBN 9784000072137 & ISBN 9784000072144

### 現代語訳
- 村松友視の東海道中膝栗毛：講談社（2001）、 ISBN 9784062545556
- 谷真介訳：ポプラ社 21世紀によむ日本の古典18 東海道中膝栗毛（2002）、ISBN 9784591071434
- 伊馬春部訳：河出書房新社 日本の古典〈25〉江戸小説集（1975）、ASIN B000J9A4BC
  - 伊馬春部訳：岩波書店 現代語訳　東海道中膝栗毛 上下巻（2014）、ISBN 9784006022426 ＆  ISBN 9784006022433

### 児童書
- 10歳までに読みたい日本名作10『東海道中膝栗毛 : 弥次・北のはちゃめちゃ旅歩き!』越水利江子文、丸谷朋弘絵（学研プラス、2017年）[4]

### マンガ化
- 漫画全集19『やじきた膝栗毛』大城のぼる作画（太平洋文庫、1953年）[5][6]
- 旺文社名作まんがシリーズ『東海道中膝栗毛』山田ゴロ作画（旺文社、1985年）[7]
- 『マンガ東海道中膝栗毛』上 古川一朗絵（平凡社、1989年）ISBN 9784582287134 ※下巻は未刊[8]
- くもんのまんが古典文学館『東海道中膝栗毛』北本善一作画（くもん出版、1991年）ISBN 9784875765974[9]
- マンガ日本の古典29『東海道中膝栗毛』土田よしこ著（中央公論社、1997年[10]）
  - マンガ日本の古典29（中公文庫）『東海道中膝栗毛』（中央公論新社、2001年）[11]
- 痛快歴史マンガ『東海道中膝栗毛』たたらなおき作画（静岡新聞社、2024年）ISBN 978-4-7838-1099-5[12]

### 音楽
- ザ・リーサルウェポンズ『東海道中膝栗毛』アイキッド - 監督

## 膝栗毛物
『東海道中膝栗毛』からヒントを得た作品は多数存在する。
- 文学：紀永人作、『道中女膝栗毛』（1848）
- 文学：仮名垣魯文作、『万国航海 西洋道中膝栗毛』（1870 - 1876）
- 歌舞伎：木村錦花脚色、『東海道中膝栗毛』（1928）
- 歌舞伎：八月納涼歌舞伎『東海道中膝栗毛』
  - 平成二十八年 八月納涼歌舞伎『東海道中膝栗毛』（2016年8月・歌舞伎座、構成：杉原邦生、脚本：戸部和久、脚本・演出：市川猿之助）
  - 平成二十九年 八月納涼歌舞伎『東海道中膝栗毛 歌舞伎座捕物帖』（2017年8月・歌舞伎座、構成：杉原邦生、脚本：戸部和久、脚本・演出：市川猿之助）
  - 歌舞伎座百三十年 八月納涼歌舞伎『東海道中膝栗毛』再伊勢参!? YJKT〈またいくの!? こりないめんめん〉（2018年8月・歌舞伎座、構成：杉原邦生、脚本：戸部和久、脚本・演出：市川猿之助）
  - 八月納涼歌舞伎『東海道中膝栗毛』（2019年8月・歌舞伎座、構成：杉原邦生、脚本：戸部和久、脚本・演出：市川猿之助、石川耕士）
- 新内：富士松魯中作曲、『赤坂並木』『組討』『市子口寄』（19世紀）
- 映画：弥次喜多もの
- 映像作品：図夢歌舞伎『弥次喜多』（2020年12月・Amazon Prime Video、原作：前川知大（『狭き門より入れ』より）、監督・脚本・演出：市川猿之助、構成：杉原邦生、脚本：戸部和久、監督：藤森圭太郎）
- 漫画：長谷川町子作、『新やじきた道中記』（1951年 - 1952年）
- 漫画：太田じろう作、『弥次喜多膝栗毛』（1969年）[13]
- 漫画：内山安二作『やじ・きたの東海道ちん道中』（学習研究社『4年の学習』3学期開始号付録『まんがと図解で見る交通びっくり百科』、1972年発行）[14]
- アニメ : RobiHachi (ロビハチ)（2019年）
- 漫画：雪乃のりたま作『おかげさま』（マックガーデン、2021年）[15]

### 後世の二次創作
映画
- 弥次㐂多（1927年）
- 弥次㐂夛道中記（1938年）
- 彌次喜多 名君初上り（1940年）
- 弥次喜多道中記（1958年）
- 弥次喜多道中双六（1958年）
- 東海道 弥次喜多珍道中（1959年）
- 真夜中の弥次さん喜多さん（2005年、アスミック・エース エンタテインメント）
- やじきた道中 てれすこ（2007年）

TVドラマ
- やじきた志ん幹線（1966年、TBS）
- 弥次喜多隠密道中（1971-72年、日本テレビ）
- 江戸巷談 花の日本橋 第19話「弥次喜多 女難の巻」、第20話「怪談道中」（1972年、フジテレビ）
- 弥次さん喜多さん道中記 東海道五十三次（1990年1月3日、TBS、新春時代劇スペシャル）
- やじ×きた 元祖・東海道中膝栗毛（2019年、BSテレ東）

人形劇
- 弥次喜多道中膝栗毛 乱塔の場（1957年7月7日、NHK）
  - 弥次喜多スッ飛び道中（1957年7月14日-8月、NHK）
  - 弥次喜多やりくり道中（1957年9月-10月、NHK）

漫画
- 新やじきた道中記（長谷川町子）
- やじきた学園道中記（市東亮子、秋田書店）
- 真夜中の弥次さん喜多さん（しりあがり寿、マガジンハウス）

TVアニメ
- RobiHachi（2019年）

TVゲーム
- 御存知 弥次喜多珍道中（HAL研究所）

音楽
- ブリトラ道中膝栗毛（ただし、名称を借りただけのもの）